# Influenzavirus A
L'Influenzavirus A o virus dell'influenza A è una specie di virus appartenente alla famiglia degli Orthomyxoviridae, in grado di infettare alcune specie di uccelli e mammiferi. È l'unica specie appartenente al genere Alphainfluenzavirus.
I sottotipi appartenenti all'influenzavirus A sono stati identificati in molti tipi di uccelli selvatici, benché lo sviluppo dell'influenza sia molto raro in questi animali. L'influenzavirus A è in grado di sostenere gravi entità sindromiche nel pollame e, molto raramente, negli esseri umani Occasionalmente, il virus può trasmettersi da uccelli d'acqua al pollame domestico, con rischio di infezione e malattia per l'essere umano. In tali condizioni, è possibile lo sviluppo di epidemie e pandemie.

## Struttura del virus
Il virus dell'influenza A è un virus a RNA segmentato, a singolo filamento e a polarità negativa (per essere tradotto in proteina è necessaria una RNA polimerasi RNA dipendente che crei il filamento a polarità positiva).
Esistono diversi sottotipi, in accordo con le possibili combinazioni tra le diverse forme di emoagglutinina (H) e di neuraminidasi (N). Esistono 18 differenti tipi di emoagglutinina (da H1 a H18) e 11 differenti tipi di neuroaminidasi (da N1 a N11). Il tipo H16 è il più nuovo ed è stato isolato nel gabbiano dalla testa nera in Svezia e Paesi Bassi nel 1999 e riportato nella letteratura nel 2005. I diversi sottotipi di virus hanno un diverso profilo patogenetico e clinico. Inoltre i diversi sottotipi virali possiedono capacità diverse di contagiare specie animali differenti. La struttura di tutti gli 'Influenzavirus A è simile, con caratteristica forma sferica o filamentosa.

### Il genoma
Il genoma è composto da 13.588 basi ed è diviso in 8 segmenti che codificano per 11 diverse proteine (HA, NA, NP, M1, M2, NS1, NEP, PA, PB1, PB1-F2, PB2). La natura segmentata del materiale genomico consente lo scambio dei frammenti tra i diversi sottotipi virali durante la co-infezione di uno stesso organismo. Gli otto frammenti di RNA sono:
- HA: codifica per l'emoagglutina. Sono necessarie circa 5000 molecole di HA per completare il corredo necessario al virione. Il nome emoagglutinina deriva dalla capacità di agglutinare le emazie secondaria al legame con i residui di acido sialico presenti nella membrana eritrocitaria. L'emoagglutina funge da recettore virale in grado di legare l'acido sialico presente nell'epitelio bronchiale. In seguito a questo legame, la particella virale viene internalizzata e si innesca l'infezione. La presenza di triptasi secreta dalla cellule dell'epitelio respiratorio permette di inattivare i virioni e far sì che l'infezione si confini nell'apparato respiratorio. I sottotipi H5 e H7 sono resistenti all'azione di queste triptasi ed è stata ipotizzata la loro capacità di sostenere infezioni extra polmonari.[9]
- NA: codifica per la neuroaminidasi, un enzima in grado scindere le molecole di acido sialico. Quest'azione consente il corretto instaurarsi dei complessi recettore-antirecettore e fa sì che le particelle virali non vengano intrappolate nella membrana cellulare durante la liberazione dei nuovi virioni. In ogni virione sono presenti circa 100 molecole di neuroaminidasi.
- NP: codifica per le nucleoproteine virali.
- M: codifica per 2 proteine di matrice (M1 ed M2 in base al frame di lettura). Sono necessarie 3000 proteine di matrice per comporre un virione.
- NS: codifica per due distinte proteine non strutturali (NS1 e NS2 in base al frame di lettura).
- PA: codifica per un frammento di RNA polimerasi.
- PB1: codifica per un frammento di RNA polimerasi.
- PB2:  codifica per un frammento di RNA polimerasi.

I segmenti genomici hanno sequenze terminali comuni e i vari filamenti di RNA sono parzialmente legati attraverso legami ad idrogeno. In seguito alla trascrizione da RNA a polarità negativa a RNA a polarità positiva viene aggiunto il cap in posizione 5' grazie all'opera della proteina NS1 che utilizza molecole di preRNA di origine cellulare. Il clivaggio del cap è operato da PB2. I frammenti positivi così creati sono utilizzati per la sintesi proteica virale e come stampo per l'RNA a polarità negativa.
La sintesi di RNA e l'assemblaggio delle nucleo proteine avviene nel nucleo, mentre la sintesi proteica avviene nel citoplasma. Il core virale lascia il nucleo per dirigersi verso la membrana cellulare. La liberazione delle particelle virali avviene in seguito al rivestimento del core nucleare con la membrana cellulare contenente le proteine HA e NA.

## Sottotipi noti
- H1N1: causa delle epidemie di influenza spagnola, influenza russa del 1977-1978, influenza suina
- H1N2
- H1N8
- H2N2: si è mutato in vari ceppi virali compresi il ceppo influenzale asiatico, l'H3N2, e altri ceppi rilevati negli uccelli. La terapia ritenuta più efficace è l'assunzione di Oseltamivir e Zanamivir.
- H2N3
- H3N1
- H3N2: causa dell'influenza di Hong Kong
- H3N3
- H3N8: probabilmente causa dell'influenza russa del 1889-1895
- H4N1
- H5N1: causa dell'influenza aviaria
- H5N2
- H5N3
- H5N5
- H5N6
- H5N8
- H5N9
- H6N1
- H7N1
- H7N2
- H7N3
- H7N4
- H7N5
- H7N7
- H7N9
- H9N2
- H10N7
- H10N8
- H11N2
- H11N9
- H17N10
- H18N11

## Patologie nell'essere umano
I sintomi sono:
- Brividi.
- Cefalea.
- Dolori osteomuscolari.
- Febbre.
- Malesseri.
- Sensazione di freddo associata a infiammazione delle alte vie aeree (faringe, laringe e trachea).
- Tosse secca.

L'infiammazione delle mucose aeree a causa dell'influenza (soprattutto negli anziani, nei bambini, negli immunodepressi e nelle persone che hanno patologie) rende suscettibili a infezioni opportunistiche batteriche: polmonite (sia bilaterale che lobale), broncopolmonite e raramente alla sindrome di Reye. Tuttavia alcuni ceppi di virus influenzali danno una polmonite estremamente grave in soggetti peraltro sani.
Generalmente l'influenza ha una incubazione di 2-3 giorni e risolve poi spontaneamente anche se alcuni sintomi come la tosse possono protrarsi anche alcune settimane.
La percentuale delle vittime correlate al virus H1N1 sarebbe dello 0,0038% dei malati, contro lo 0,2% dei decessi causati dalla normale influenza stagionale.